# Vuelo 209 de Afriqiyah Airways
El vuelo 209 de Afriqiyah Airways fue un vuelo nacional de Sabha a Trípoli, Libia, que fue secuestrado el 23 de diciembre de 2016, fue desviado e hizo un aterrizaje forzado en el Aeropuerto Internacional de Malta localizado en Luqa, República de Malta. El avión, un Airbus A320 operado por la compañía estatal libia Afriqiyah Airways llevaba 111 pasajeros y 7 tripulantes a bordo. Los secuestradores, que se proclamaron seguidores del exmandatario libio fallecido Muamar el Gadafi, al parecer poseían una granada de mano y amenazaban con hacer explotar el avión. Los análisis realizados determinaron que el armamento utilizado (dos pistolas y una granada) era falso.

## Aeronave
El avión involucrado era un Airbus A320-214, matrícula 5A-ONB y número de serie 3236, que había realizado su primer vuelo en agosto de 2007.

## Secuestro
El avión, que transportaba a 111 pasajeros y 7 tripulantes, había despegó del Aeropuerto Internacional de Sabha a las 08:10 (hora local) y debía aterrizar en Trípoli a las 09:20. Los dos secuestradores amenazaron con hacer explotar el avión con granadas de mano, según la televisión estatal maltesa. Un secuestrador se declaró «pro Gaddafi» y anunció que liberaría a todos los pasajeros, mas no a la tripulación, si sus demandas fueran aceptadas. El piloto intentó aterrizar en Libia, pero los secuestradores se lo impidieron. El aparato fue obligado a aterrizar en el Aeropuerto Internacional de Malta, en donde tocó tierra a las 11:32, y sus motores permanecieron encendidos aún después de ser rodeado por fuerzas militares maltesas. 

## Respuesta
Tras el aterrizaje el aeropuerto fue clausurado. Según informó el primer ministro maltés, Joseph Muscat, que estuvo en contacto directo con Fayez Serraj, primer ministro del Gobierno de Unidad Nacional libio patrocinado por la ONU, desde un primer momento las autoridades indicaron a los secuestradores que no pensaban negociar. Los gadafistas, identificados como Suhah Mussa y Ahmed Ali, pidieron asilo político en Malta, según informó un ministro libio que negociaba con ellos, pero fue negado por él. Asimismo, según el ministro de Relaciones Exteriores del Gobierno de Unidad Nacional, Taher Siala, también querían anunciar la creación de un partido político pro-Gadafi llamado Fateh al Jadid.
La liberación de los pasajeros se dio paulatinamente. Hacia las 13:00, un grupo de 25 pasajeros fue liberado, seguido de otro de igual cantidad unos quince minutos más tarde. Finalmente, otras 44 personas fueron liberadas, quedando los secuestradores y algunos miembros de la tripulación dentro del avión mientras continuaban las negociaciones. A las 14:50, uno de los secuestradores emergió de una de las puertas del avión e hizo ondear una bandera verde similar a la bandera libia bajo Gadafi antes de volver adentro.
A las 15:44 (hora local), Muscat informó en su cuenta de Twitter que los secuestradores se rindieron ante las autoridades maltesas tras haber liberado al resto de los rehenes. Posteriormente se dio a conocer que las armas utilizadas eran réplicas.

## Película
El día del secuestro, el aeródromo estaba siendo utilizado como locación para el rodaje de la película Entebbe, que trata sobre el secuestro del vuelo 139 de Air France, acaecido en julio de 1976. La salida de los pasajeros de la aeronave libia fue filmada, editada e insertada en la película. El productor Melvin Rotherberg se refirió al suceso como un «evento de la vida real» y «una bendición en un día de mala actuación». Algunos pasajeros fueron incluidos como extras en los créditos del film.